# 보비 모이니핸
로버트 마이클 "보비" 모이니핸 주니어(Robert Michael "Bobby" Moynihan, Jr., 1977년 1월 31일 ~ )은 미국의 배우이자 희극인으로, 현재는 《새터데이 나이트 라이브》에 출연하고있다.

## 작품 목록
- 마이펫의 이중생활
- 매직 티팟
- 위 베어 베어스 - 판다 역
- 이프: 상상의 친구
- 인사이드 아웃 2 - 바비 역